# Polythore gigantea

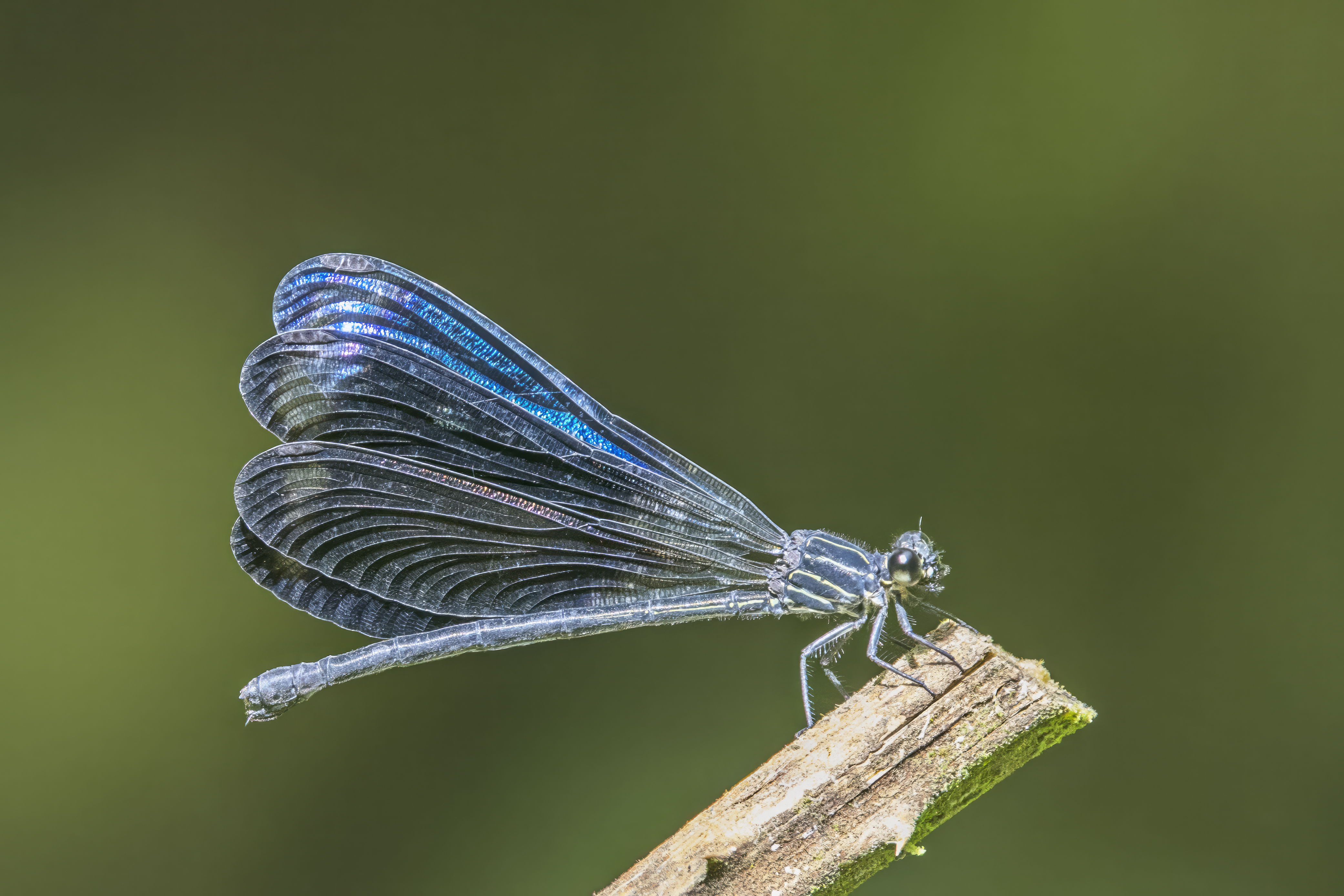
Vrouwelijke polythore gigantea

Polythore gigantea is een libellensoort uit de familie van de Polythoridae (Banierjuffers), onderorde juffers (Zygoptera).
De wetenschappelijke naam van de soort is voor het eerst geldig gepubliceerd in 1853 door Selys.